# Sarsamphiascus demersus
Sarsamphiascus demersus is een eenoogkreeftjessoort uit de familie van de Miraciidae. De wetenschappelijke naam van de soort is voor het eerst geldig gepubliceerd in 1939 door Nicholls.